# Isole Seal (Shetland Meridionali)
Le Isole Seal (in lingua inglese: Seal Islands, Isole delle foche; indicate in altre lingue come: Îles aux Phoques, Farallones Focas, Ilhotas Foca) sono un gruppo di piccole isole e isolotti che fa parte dell'arcipelago delle Isole Shetland Meridionali, in Antartide.

## Caratteristiche
Il gruppo di isolette è situato circa 7 km a nord e nordovest dell'Isola Elephant da cui è separato dal Sealers Passage e si estende in direzione est-ovest per circa 5 km.

## Denominazione
Le isole furono mappate il 13 febbraio 1820 da una spedizione britannica comandata da Edward Bransfield.
Il gruppo di isolette deriva il suo nome dalla più grande del gruppo, che il capitano William Smith, al seguito di Bransfield, sbarcato sull'isola denominò Seal Island, cioè Isola delle foche, per il grande numero di foche presenti sulle coste.

## Seal Island
Seal Island (Isola delle foche), la più grande del gruppo, ha una linea costiera costituita da scogliere a precipizio, con una spiaggia sabbiosa sulla costa occidentale e alcune piccole baie. La massima elevazione è di 125 m. È costituita da rocce sedimentarie poco consolidate, soggette all'erosione da parte delle onde e del vento. Anche le altre isolette del gruppo hanno costituzione simile, con ripide scogliere e poche spiagge. La copertura del ghiaccio è stagionale nel corso della stagione fredda.

## Important Bird Area
Le Isole Seal, con la zona marina circostante, sono state identificate come Important Bird Area (IBA) di 514 ha da BirdLife International perché ospitano molte colonie di pinguini pigoscelide antartico con oltre 20.000 coppie in totale. Nelle isole nidificano anche gruppi meno consistenti di eudipte ciuffodorato (350 coppie), ossifraga del sud, cormorano imperiale, procellaria del Capo, uccello delle tempeste di Wilson, chione bianco e il gabbiano zafferano meridionale.
Nelle isole si riproduce anche l'otaria orsina antartica, con circa 600 piccoli nati ogni anno. Trovano rifugio a terra anche l'elefante marino del Sud, la foca di Weddell, la foca leopardo e la foca mangiagranchi.